# Elektropolitur
Die Elektropolitur, auch Elektropolieren genannt, zählt zu den abtragenden Fertigungsverfahren. Genauer wird es den elektrochemischen Abtragverfahren mit Fremdstromquelle zugeordnet. Dabei wird in einem speziell auf das Material abgestimmten Elektrolyten Metall anodisch abgetragen, d. h. das metallische Werkstück bildet die Anode in einer elektrochemischen Zelle.
Plasmapolieren ähnelt dem Verfahren des elektrolytischen Polierens, arbeitet jedoch mit ökologisch als unbedenklicher geltenden Salzlösungen. Ein wichtiger Unterschied besteht in der wesentlich höheren Spannung, die zu einem Plasmafilm um das Werkstück führt, weshalb auch ein anderer Wirkmechanismus zum Abtrag führt.

## Elektrolyte – Wirkpaarungen
Die eingesetzten Elektrolyte unterscheiden sich je nach den zu bearbeitenden Metallen. Heute übliche Elektrolyte sind häufig Mischungen aus Mineralsäuren und Wasser sowie in einigen Fällen Alkoholen. Gemische aus Phosphorsäure und Schwefelsäure werden für das Elektropolieren von Edelstählen und Stählen sowie Aluminiumlegierungen eingesetzt:
- Für die meisten Edelstähle lassen sich gealterte, wässrige Elektrolyte mit 45 Gew.-% Phosphorsäure und 35 Gew.-% Schwefelsäure bei Temperaturen um 50 bis 65 °C und Stromdichten über 5 A/dm² einsetzen.
- Für das Elektropolieren von Aluminium eignen sich Mischungen aus 55 Gew.-% Phosphorsäure und 35 Gew.-% Schwefelsäure.
- Kupfer und Messinge lassen sich in Mischungen aus Phosphorsäure und Alkoholen bearbeiten,[2] z. B. in wässrigen Elektrolyten aus 50 Gew.-% Phosphorsäure und 30 Gew.-% Alkohol, z. B. 2-Propanol.[3]

Des Weiteren werden den Elektrolytbädern vielfach oberflächenaktive Substanzen zugemischt. Die Elektrolyte sind in den meisten Fällen Gefahrstoffe. Dementsprechend ist sachkundiger Umgang mit den Stoffen erforderlich, um Gesundheits- und Umweltschäden zu vermeiden.
Heute wegen des Perchlorsäureanteils nicht mehr gebräuchliche Elektrolyte für die häufigsten Metalle weisen folgende Zusammensetzung auf:
- ein Teil Perchlorsäure (konzentriert), ein Teil Butylcellosolve (zur Pufferung) und sieben Teile Ethanol (um die Dissoziation gering zu halten) mit einer Spannung von 45 V und einer Stromdichte von 0,3 A/cm² oder einem Teil ortho-Phosphorsäure
- ein Teil Perchlorsäure (konzentriert), ein Teil Glycerin mit einem Teil Ethanol bei einer Stromdichte von 0,1 bis 0,2 A/cm².

## Elektrochemisches Abtragen
Der Abtrag findet zumeist mit Gleichstrom, aber auch mit gepulstem Strom statt. Das Werkstück wird anodisch geschaltet. Industriell werden Stromdichten angelegt, die einen Abtrag im transpassiven Bereich der Stromdichte-Spannungs-Kurve ermöglichen. Dies hat zur Folge, dass nicht nur Metall abgetragen wird, sondern auch Sauerstoff an der Anode (dem Werkstück) entsteht.

## Verfahren
Die Oberflächenrauheit wird durch das Elektropolieren verringert. Ist dies das Ziel der Bearbeitung, so kann von elektrochemischem Glätten gesprochen werden. Das Bearbeiten senkt die Mikrorauheit der metallischen Oberflächen. Rauheitsspitzen werden schneller abgetragen als Rauheitstäler, da sich beim Elektropolieren in Mineralsäuregemischen vor der Oberfläche eine transportlimitierende Polierschicht bildet, die den Abtrag an Rauheitsspitzen begünstigt.
Die Nanorauheit wird ebenso reduziert. In diesem Fall wird elektrochemisch geglänzt. Der Glanz ist ein Resultat der Rauheit im Bereich von Bruchteilen der Wellenlänge des sichtbaren Lichts.
Strukturen im Makrobereich bleiben erhalten. Kanten und Ecken werden stärker abgebaut, was eine Feinstentgratung im gesamten Oberflächenbereich bewirkt. Daher kann das Verfahren auch zum elektrochemischen Entgraten eingesetzt werden.

## Vorbehandlung
Vor dem Elektropolieren sind die metallischen Werkstücke zu reinigen und zu entfetten. Ein elektrolytisches oder elektrochemisches Beizen kann erforderlich sein. Auch werden Teile erforderlichenfalls vor dem Bearbeiten mechanisch bearbeitet. Sie werden z. B. geschliffen, geschmirgelt oder poliert.

## Anwendungsbereich
Das Elektropolieren wird aus dekorativen Zwecken angewendet, z. B. für Fassadenbleche und Schmuck.
Es wird auch im Rohrleitungs- und Behälterbau eingesetzt.
Ebenso wird in der Medizintechnik elektropoliert, denn dadurch sinkt das Keimhaftungsvermögen. Somit wird die Kreuzkontamination reduziert. Deswegen verwendet insbesondere die Biotechnologie gerne elektropolierte Edelstahlbehälter. Chirurgische Instrumente, aber auch Implantate wie Gefäßstützen (Stents) werden so bearbeitet.
Auch werden Proben für werkstoffkundliche Untersuchungen elektropoliert.
Diese Art der elektrochemischen Oberflächenbearbeitung findet sowohl an Blechen, großen Behältern wie Tanks, Rohrleitungen und dergleichen in der Lebensmittel- und chemischen Industrie statt, als auch in der Mikrotechnik.
Am häufigsten werden Chrom- und Chrom-Nickel-Stähle elektropoliert, vor allem die rostfreien, da hochglanzpolierte Oberflächen solcher Stähle weitaus korrosionsbeständiger sind als unbehandelte. Mikroskopisch betrachtet verringert sich durch eine solche Behandlung die Oberfläche erheblich, was Umwelteinflüssen wiederum weniger Angriffsmöglichkeiten bietet. Als Beispiele seien hier die Anlagen von Klärwerken und der Chemieindustrie genannt, aber auch im maritimen Bereich wird häufig darauf zurückgegriffen.
Darüber hinaus werden z. B. in der Hochvakuumindustrie oft elektropolierte Rezipienten und Anschlussstücke eingesetzt, um die Oberfläche und damit die Menge anhaftender Adsorbate so gering wie möglich zu halten.
Im Flugzeugbau wird das elektrochemische Abtragen zum Leichtbau genutzt, um die Dicke der Aluminiumbleche partiell zu reduzieren.

## Werkstoffe
Bearbeiten lassen sich diverse metallische Werkstoffe. Besonders gebräuchlich ist das Verfahren bei nichtrostenden Stählen.